# Gran Premio de Alemania de Motociclismo de 2022
El Gran Premio de Alemania de Motociclismo de 2022 (oficialmente Liqui Moly Motorrad Grand Prix Deutschland) fue la décima prueba del Campeonato del Mundo de Motociclismo de 2022. Tuvo lugar el fin de semana del 17 al 19 de junio de 2022 en el circuito de Sachsenring ubicado en la localidad de Hohenstein-Ernstthal, Sajonia (Alemania).
La carrera de MotoGP fue ganada por Fabio Quartararo, seguido de Johann Zarco y Jack Miller. Augusto Fernández fue el ganador de la prueba de Moto2, por delante de Pedro Acosta y Sam Lowes. La carrera de Moto3 fue ganada por Izan Guevara, Dennis Foggia fue segundo y Sergio García tercero.

## Resultados

### Resultados MotoGP
| Pos.    | N.º | Piloto                | Equipo                       | Constructor | Vueltas | Tiempo    | Parrilla | Puntos |
| ------- | --- | --------------------- | ---------------------------- | ----------- | ------- | --------- | -------- | ------ |
| 1       | 20  | Fabio Quartararo      | Monster Energy Yamaha MotoGP | Yamaha      | 30      | 41:12.861 | 2        | 25     |
| 2       | 5   | Johann Zarco          | Prima Pramac Racing          | Ducati      | 30      | +4.939    | 3        | 20     |
| 3       | 43  | Jack Miller           | Ducati Lenovo Team           | Ducati      | 30      | +8.372    | 6        | 16     |
| 4       | 41  | Aleix Espargaró       | Aprilia Racing               | Aprilia     | 30      | +9.113    | 4        | 13     |
| 5       | 10  | Luca Marini           | Mooney VR46 Racing Team      | Ducati      | 30      | +11.679   | 7        | 11     |
| 6       | 89  | Jorge Martín          | Prima Pramac Racing          | Ducati      | 30      | +13.164   | 8        | 10     |
| 7       | 33  | Brad Binder           | Red Bull KTM Factory Racing  | KTM         | 30      | +15.405   | 15       | 9      |
| 8       | 49  | Fabio Di Giannantonio | Gresini Racing MotoGP        | Ducati      | 30      | +15.851   | 5        | 8      |
| 9       | 88  | Miguel Oliveira       | Red Bull KTM Factory Racing  | KTM         | 30      | +19.740   | 14       | 7      |
| 10      | 23  | Enea Bastianini       | Gresini Racing MotoGP        | Ducati      | 30      | +21.611   | 17       | 6      |
| 11      | 72  | Marco Bezzecchi       | Mooney VR46 Racing Team      | Ducati      | 30      | +23.175   | 11       | 5      |
| 12      | 25  | Raúl Fernández        | Tech 3 KTM Factory Racing    | KTM         | 30      | +26.548   | 22       | 4      |
| 13      | 21  | Franco Morbidelli     | Monster Energy Yamaha MotoGP | Yamaha      | 30      | +29.014   | 20       | 3      |
| 14      | 04  | Andrea Dovizioso      | WithU Yamaha RNF MotoGP Team | Yamaha      | 30      | +30.680   | 19       | 2      |
| 15      | 87  | Remy Gardner          | Tech 3 KTM Factory Racing    | KTM         | 30      | +30.812   | 21       | 1      |
| 16      | 6   | Stefan Bradl          | Repsol Honda Team            | Honda       | 30      | +52.040   | 18       |        |
| Ret     | 44  | Pol Espargaró         | Repsol Honda Team            | Honda       | 22      | Retirado  | 13       |        |
| Ret     | 12  | Maverick Viñales      | Aprilia Racing               | Aprilia     | 19      | Retirado  | 9        |        |
| Ret     | 30  | Takaaki Nakagami      | LCR Honda Idemitsu           | Honda       | 6       | Caída     | 10       |        |
| Ret     | 73  | Álex Márquez          | LCR Honda Castrol            | Honda       | 6       | Retirado  | 6        |        |
| Ret     | 40  | Darryn Binder         | WithU Yamaha RNF MotoGP Team | Yamaha      | 5       | Caída     | 23       |        |
| Ret     | 63  | Francesco Bagnaia     | Ducati Lenovo Team           | Ducati      | 3       | Caída     | 1        |        |
| Ret     | 36  | Joan Mir              | Team Suzuki Ecstar           | Suzuki      | 3       | Caída     | 12       |        |
| DNS     | 42  | Álex Rins             | Team Suzuki Ecstar           | Suzuki      |         | No corrió |          |        |
| Fuente: |     |                       |                              |             |         |           |          |        |

### Resultados Moto2
| Pos.    | N.º | Piloto                  | Constructor | Vueltas | Tiempo    | Parrilla | Puntos |
| ------- | --- | ----------------------- | ----------- | ------- | --------- | -------- | ------ |
| 1       | 37  | Augusto Fernández       | Kalex       | 28      | 39:44.019 | 3        | 25     |
| 2       | 51  | Pedro Acosta            | Kalex       | 28      | +7.704    | 11       | 20     |
| 3       | 22  | Sam Lowes               | Kalex       | 28      | +7.844    | 1        | 16     |
| 4       | 23  | Marcel Schrötter        | Kalex       | 28      | +7.959    | 5        | 13     |
| 5       | 54  | Fermín Aldeguer         | Boscoscuro  | 28      | +11.169   | 13       | 11     |
| 6       | 75  | Albert Arenas           | Kalex       | 28      | +11.635   | 2        | 10     |
| 7       | 21  | Alonso López            | Boscoscuro  | 28      | +12.805   | 12       | 9      |
| 8       | 79  | Ai Ogura                | Kalex       | 28      | +13.639   | 14       | 8      |
| 9       | 40  | Arón Canet              | Kalex       | 28      | +13.764   | 6        | 7      |
| 10      | 14  | Tony Arbolino           | Kalex       | 28      | +13.800   | 7        | 6      |
| 11      | 96  | Jake Dixon              | Kalex       | 28      | +18.553   | 4        | 5      |
| 12      | 18  | Manuel González         | Kalex       | 28      | +18.661   | 17       | 4      |
| 13      | 16  | Joe Roberts             | Kalex       | 28      | +21.789   | 9        | 3      |
| 14      | 6   | Cameron Beaubier        | Kalex       | 28      | +23.127   | 10       | 2      |
| 15      | 35  | Somkiat Chantra         | Kalex       | 28      | +19.894   | 21       | 1      |
| 16      | 64  | Bo Bendsneyder          | Kalex       | 28      | +28.606   | 18       |        |
| 17      | 4   | Sean Dylan Kelly        | Kalex       | 28      | +39.217   | 23       |        |
| 18      | 84  | Zonta van den Goorbergh | Kalex       | 28      | +46.429   | 24       |        |
| 19      | 61  | Alessandro Zaccone      | Kalex       | 28      | +46.785   | 26       |        |
| 20      | 52  | Jeremy Alcoba           | Kalex       | 28      | +47.302   | 30       |        |
| 21      | 55  | Álex Toledo             | Kalex       | 28      | +56.066   | 29       |        |
| Ret     | 13  | Celestino Vietti        | Kalex       | 21      | Caída     | 8        |        |
| Ret     | 81  | Keminth Kubo            | Kalex       | 20      | Caída     | 28       |        |
| Ret     | 42  | Marcos Ramírez          | MV Agusta   | 19      | Retirado  | 22       |        |
| Ret     | 12  | Filip Salač             | Kalex       | 18      | Caída     | 16       |        |
| Ret     | 7   | Barry Baltus            | Kalex       | 17      | Caída     | 19       |        |
| Ret     | 19  | Lorenzo Dalla Porta     | Kalex       | 10      | Retirado  | 15       |        |
| Ret     | 28  | Niccolò Antonelli       | Kalex       | 10      | Caída     | 27       |        |
| Ret     | 24  | Simone Corsi            | MV Agusta   | 7       | Caída     | 25       |        |
| Ret     | 9   | Jorge Navarro           | Kalex       | 3       | Caída     | 20       |        |
| 1.      |     |                         |             |         |           |          |        |
| Fuente: |     |                         |             |         |           |          |        |

### Resultados Moto3
| Pos.    | N.º | Piloto           | Constructor | Vueltas | Tiempo              | Parrilla | Puntos |
| ------- | --- | ---------------- | ----------- | ------- | ------------------- | -------- | ------ |
| 1       | 28  | Izan Guevara     | Gas Gas     | 27      | 39:14.946           | 1        | 25     |
| 2       | 7   | Dennis Foggia    | Honda       | 27      | +4.853              | 2        | 20     |
| 3       | 11  | Sergio García    | Gas Gas     | 27      | +4.964              | 8        | 16     |
| 4       | 71  | Ayumu Sasaki     | Husqvarna   | 27      | +9.081              | 4        | 13     |
| 5       | 24  | Tatsuki Suzuki   | Honda       | 27      | +9.081              | 5        | 11     |
| 6       | 96  | Daniel Holgado   | KTM         | 27      | +12.826             | 3        | 10     |
| 7       | 53  | Deniz Öncü       | KTM         | 27      | +13.426             | 24       | 9      |
| 8       | 31  | Adrián Fernández | KTM         | 27      | +14.664             | 14       | 8      |
| 9       | 44  | David Muñoz      | KTM         | 27      | +21.055             | 7        | 7      |
| 10      | 48  | Iván Ortolá      | KTM         | 27      | +21.272             | 26       | 6      |
| 11      | 16  | Andrea Migno     | Honda       | 27      | +21.452             | 12       | 5      |
| 12      | 5   | Jaume Masià      | KTM         | 27      | +21.529             | 18       | 4      |
| 13      | 43  | Xavier Artigas   | CFMoto      | 27      | +31.870             | 16       | 3      |
| 14      | 23  | Elia Bartolini   | KTM         | 27      | +31.792             | 23       | 2      |
| 15      | 82  | Stefano Nepa     | KTM         | 27      | +31.949             | 21       | 1      |
| 16      | 10  | Diogo Moreira    | KTM         | 27      | +32.120             | 19       |        |
| 17      | 72  | Taiyo Furusato   | Honda       | 27      | +32.228             | 20       |        |
| 18      | 20  | Lorenzo Fellon   | Honda       | 27      | +32.321             | 22       |        |
| 19      | 17  | John McPhee      | Husqvarna   | 27      | +45.223             | 13       |        |
| 20      | 27  | Kaito Toba       | KTM         | 27      | +51.842             | 27       |        |
| 21      | 67  | Alberto Surra    | KTM         | 27      | +54.564             | 25       |        |
| 22      | 22  | Ana Carrasco     | KTM         | 27      | +1:17.865           | 30       |        |
| 23      | 64  | Mario Aji        | Honda       | 22      | +5 vueltas          | 29       |        |
| Ret     | 99  | Carlos Tatay     | CFMoto      | 17      | Daño por Caída      | 17       |        |
| Ret     | 6   | Ryusei Yamanaka  | KTM         | 14      | Problemas mecánicos | 6        |        |
| Ret     | 70  | Joshua Whatley   | Honda       | 14      | Problemas mecánicos | 30       |        |
| Ret     | 66  | Joel Kelso       | KTM         | 9       | Daño por Caída      | 11       |        |
| Ret     | 18  | Matteo Bertelle  | KTM         | 4       | Caída               | 9        |        |
| Ret     | 19  | Scott Ogden      | Honda       | 4       | Caída               | 10       |        |
| Ret     | 54  | Riccardo Rossi   | Honda       | 0       | Caída               | 15       |        |
| 1.      |     |                  |             |         |                     |          |        |
| Fuente: |     |                  |             |         |                     |          |        |